# Десантно-штурмовые войска Украины
Десантно-штурмовые войска Украины (укр. Десантно-штурмові війська Збройних сил України) — отдельный род войск Вооружённых сил Украины.
Предназначены для действий в тылу противника, ведения антитеррористических, специальных и миротворческих операций, а также для выполнения заданий, которые не могут быть выполнены другими силами и средствами.
История названия
С декабря 1992 по 2 августа 2012 года — Аэромобильные войска Сухопутных войск Вооружённых сил Украины (АМВ СВ ВСУ);
С 2 сентября 2012 по 21 ноября 2017 года — Высокомобильные десантные войска Вооружённых сил Украины (ВДВ ВСУ);
С 21 ноября 2017 года — Десантно-штурмовые войска Вооружённых сил Украины (ДШВ ВСУ).

## История
Воздушный десант Украины возник после провозглашения независимости Украины, в их состав были включены части армейской авиации, воздушно-десантные и десантно-штурмовые части, части обеспечения и инфраструктура Воздушно-десантных войск СССР, дислоцированные на территории Украины.
В дальнейшем, на этой основе началось создание Аэромобильных войск Украины.
12 декабря 1992 года в соответствии с директивой Генерального штаба Вооружённых сил Украины началось создание 95-го учебного центра подготовки младших специалистов Аэромобильных войск.
В 1993 году в Болграде на базе выведенной в Россию 98-й гвардейской воздушно-десантной дивизии началось формирование 1-й аэромобильной дивизии Вооружённых сил Украины.
В 1995—1996 годах 95-й учебный центр подготовки младших специалистов Аэромобильных войск был преобразован в 95-ю отдельную аэромобильную бригаду.
По состоянию на 2001 год, в состав Аэромобильных войск Украины входили:
- 1-я аэромобильная дивизия (в/ч А0220). Единственная аэромобильная дивизия ВДВ. Элитное формирование аэромобильных войск Вооружённых сил Украины входившее в основной состав сил специальных операций быстрого реагирования, созданное после провозглашения независимости УССР, на базе советской 98-й гвардейской воздушно-десантной дивизии.
- 95-я отдельная аэромобильная бригада (в/ч А0281)
- 79-й отдельный аэромобильный полк (в/ч А0224)
- 80-й отдельный аэромобильный полк (в/ч А0284)

В 2002 году из малого остатка военнослужащих на основе 25-й воздушно-десантной бригады после расформирования 1-й аэромобильной дивизии была выведена из основного состава и заново сформирована 25-я отдельная Днепропетровская воздушно-десантная бригада унаследовав только номер части.
В 2003 году 1-я аэромобильная дивизия была расформирована.
В 2005 году Правительство Украины объявило о намерении создать на основе воздушно-десантной и аэромобильных частей Объединённые силы быстрого реагирования.
1 июля 2007 года на базе 79-го отдельного аэромобильного полка, усиленного 11-м отдельным полком армейской авиации, была сформирована 79-я отдельная аэромобильная бригада. Но с момента отделения из Сухопутных войск ВСУ Аэромобильных войск и создания на их основе отдельного рода войск в 2012 году 11-й полк был исключён из состава 79-й бригады. В состав бригады был включён вновь сформированный в Болграде Одесской обл. 88-й отдельный аэромобильный батальон.
Весной 2009 года АМВ Украины насчитывали 2 аэромобильные (79, 95) и 1 воздушно-десантную бригады (25), а также аэромобильный полк (80).
27 июля 2012 года в соответствии с распоряжением министра обороны Украины Д. А. Саламатина, Аэромобильные войска Украины получили новое наименование: «Высокомобильные десантные войска Украины» (ВДВ Украины).
Осенью 2013 года 80-й отдельный аэромобильный полк был развёрнут в 80-ю отдельную аэромобильную бригаду путём включения в её состав 87-го отдельного аэромобильного батальона, сформированного на базе 300-го отдельного механизированного полка в Черновцах.
По состоянию на декабрь 2013 года численность Высокомобильных десантных войск составляла 6000 человек.
1 августа 2014 года на вооружение противотанковых подразделений Высокомобильных десантных войск Украины поступили первые противотанковые комплексы «Стугна-П»
12 августа 2014 года был сформирован по инициативе Юрия Бирюкова 3-й десантно-штурмовой батальон «Феникс», который вошёл в состав 79-й бригады.
В сентябре 2014 года началось создание 90-го отдельного аэромобильного батальона (в/ч В1611), который вошёл в состав вновь созданной 81-й отдельной аэромобильной бригады. В состав бригады также включили 122-й батальон, который сформирован на базе 3-го батальона 80-й отдельной десантно-штурмовой бригады.
Уже 26 ноября 2014 года военнослужащие 81-й отдельной аэромобильной бригады приняли участие в боевых действиях.
В начале декабря 2015 года начальник Генерального штаба ВС Украины генерал армии В. Муженко сообщил в интервью, что в организационно-штатную структуру десантных войск внесены изменения, в штаты Высокомобильных десантных войск введено тяжёлое вооружение (в том числе, танки и самоходные артиллерийские установки) и в дальнейшем их использование планируется в первую очередь в качестве штурмовых подразделений.
Весной 2015 года была сформирована 5 батальонно — тактическая группа (БТГр), которую в июне 2015 года в полном составе передислоцировали в район проведения АТО и передали в состав 81-й отдельной аэромобильной бригады. Подразделения 5 БТГр принимали участие в боях под ДАП с июля 2015 года.
С 2015 года ВДВ выведены из состава Сухопутных войск и стали отдельным родом войск.
В октябре 2016 года было объявлено о завершении формирования на базе 88-го отдельного батальона, который входил в состав 79-й отдельной десантно-штурмовой бригады, 45-й отдельной десантно-штурмовой бригады.
В 2016 году была сформирована 46-я отдельная десантно-штурмовая бригада.

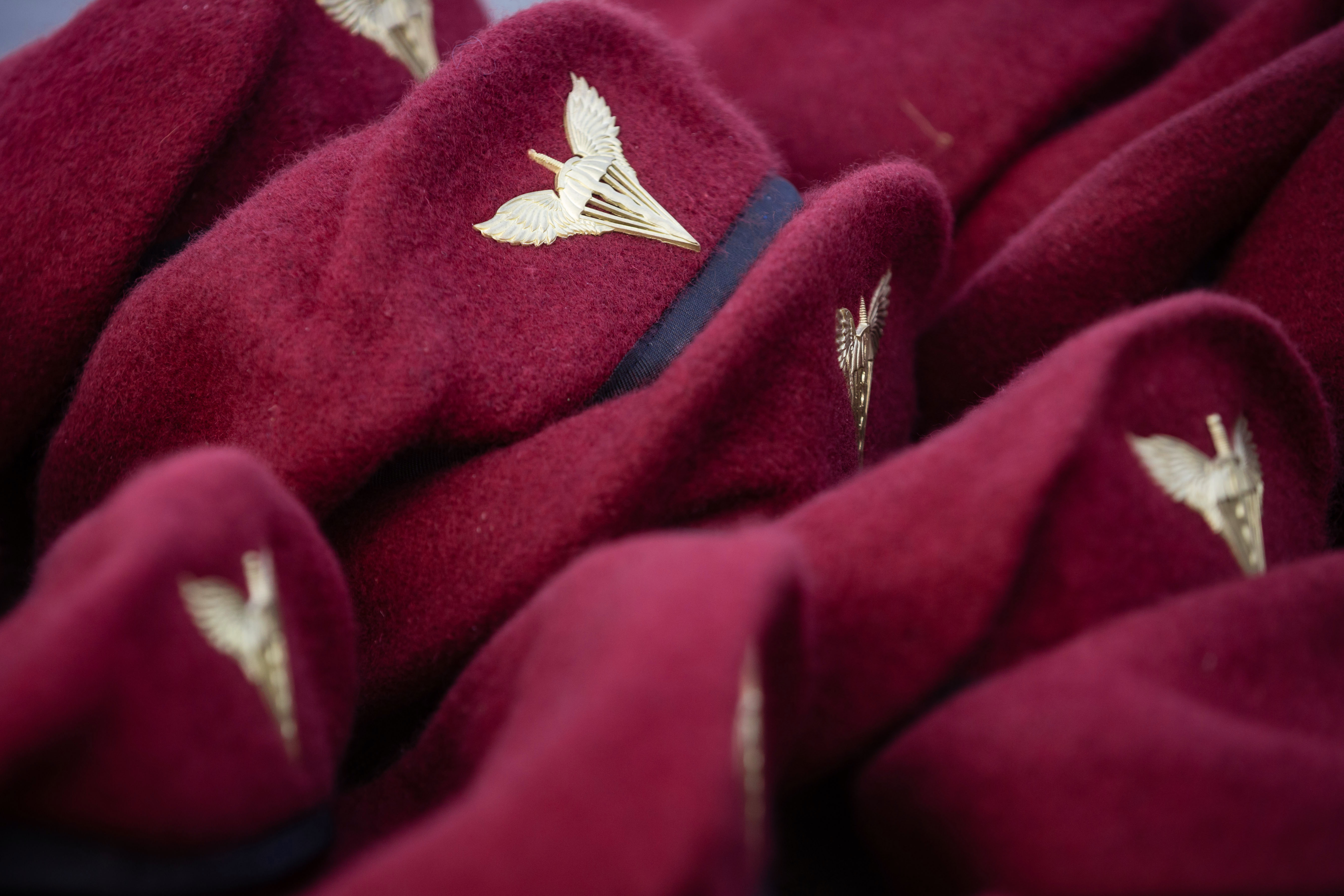
Тёмно-бордовый берет десантно-штурмовых войск ВСУ

В конце октября 2017 года Командование ВДВ сообщило об утверждении ребрендинга и новой даты профессионального праздника. Название изменено на: Десантно-штурмовые войска, профессиональный праздник: вновь созданные Десантно-штурмовые войска будут отмечать 21 ноября, в День Архистратига Михаила.
21 ноября 2017 года состоялась торжественная церемония на Михайливський площади в Киеве во время которой Президент Украины и военное командование вручили новую символику:
- Была проведена церемония по замене голубого берета на береты тёмно-бордового цвета вместе с новым беретным знаком[24].
- Вручён штандарт Командующему Десантно-штурмовых войск
- Вручён флаг рода войск
- Установлен текст клятвы десантника

В мае 2019 года в войсках было официально разрешено использование парашютных систем Т-11, Intruder RA-360 и Hi-5, а также систем десантирования грузов «MicroFly II» и «FireFly» иностранного производства.
Осенью 2022 года сформирована 77-я отдельная аэромобильная бригада.
В самом начале полномасштабного вторжения России на территорию Украины после высадки российского десанта в Аэропорту Антонов и его последующего разгрома стало понятно, что операция с массовой переброской большого числа войск по воздуху в тыл противнику сейчас имеет невысокие шансы на успех. Затем, в силу высокой плотности ПВО вдоль линии фронта у обеих сторон, такие операции стали ещё более рискованными. Потому с 2023 года бригады ДШВУ стали превращаться в де-факто механизированные бригады, нацеленные на наступательные операции, получая более тяжёлое вооружение. Первой такой бригадой стала 82-я отдельная десантно-штурмовая бригада, получившая на вооружение танки «Челленджер 2» и БМП Marder 1A3 в начале 2023 года, затем 25-я отдельная воздушно-десантная бригада в конце 2023 года получила на вооружение танки Leopard 1A5 и БМП Marder 1A3.

## Командующие

Штандарт командующего

- Полковник Виктор Алексеевич Савечко (и. о.) (1992—1993);
- Генерал-майор Виталий Анатольевич Раевский (1993—1998);
- Полковник Иван Николаевич Якубец (1998—2005);
- Полковник Сергей Гуриевич Лесовой (2006—2012);
- Полковник Александр Николаевич Швец (2012—2014);
- Полковник Юрий Алимович Галушкин (и. о.) (на 1 июня 2014);
- Генерал-лейтенант Герой Украины, Михаил Витальевич Забродский (март 2015 — август 2019);
- Генерал-лейтенант Евгений Георгиевич Мойсюк (август 2019 — июль 2021);
- Генерал-майор Максим Викторович Миргородский (10 августа 2021 — 11 февраля 2024);
- Генерал-майор Герой Украины, Игорь Анатольевич Скибюк (11 февраля 2024 — 3 июня 2025);
- Бригадный генерал Олег Орестович Апостол (с 3 июня 2025).

## Состав

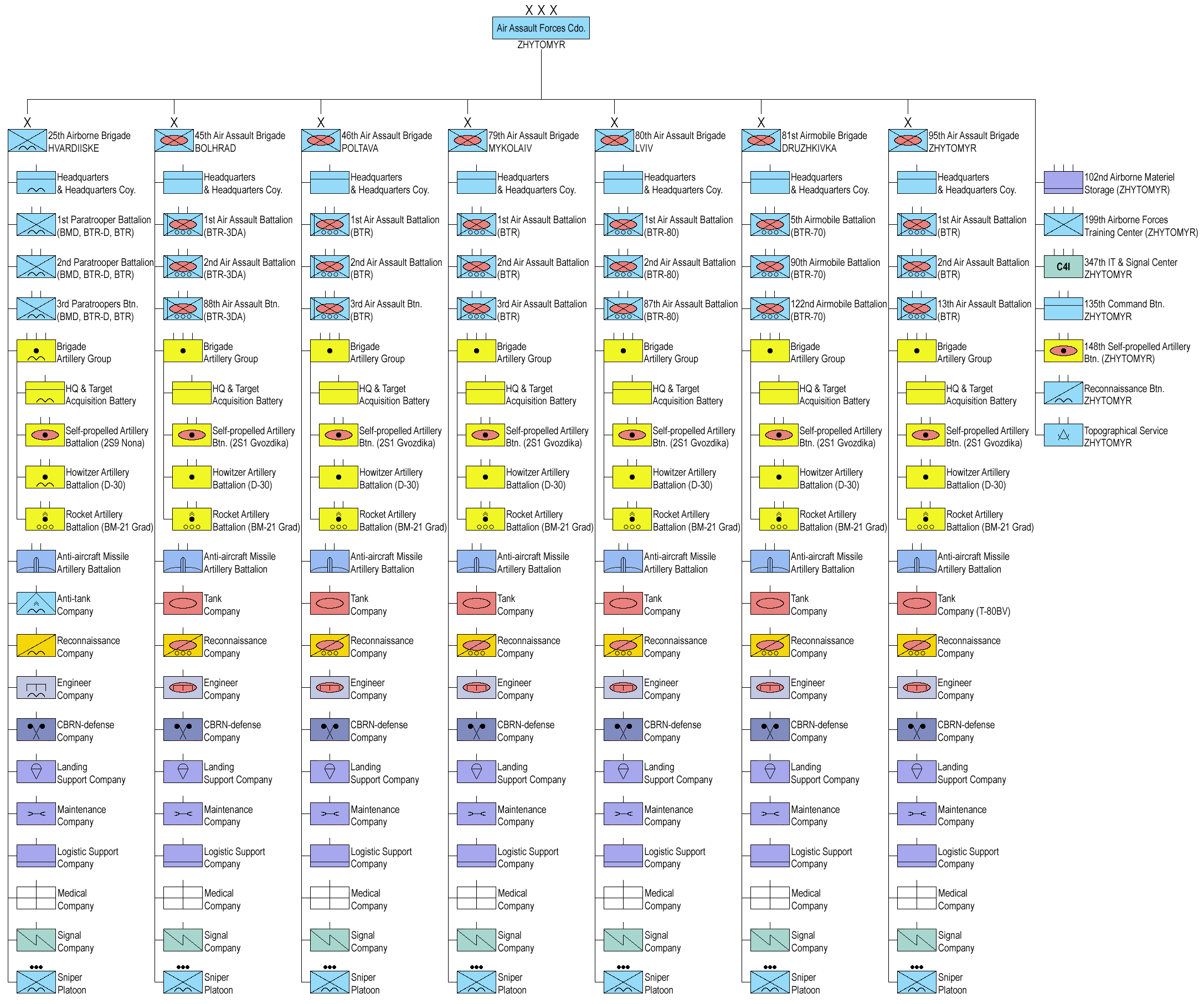
Состав ВДВ Украины на 2017 год.
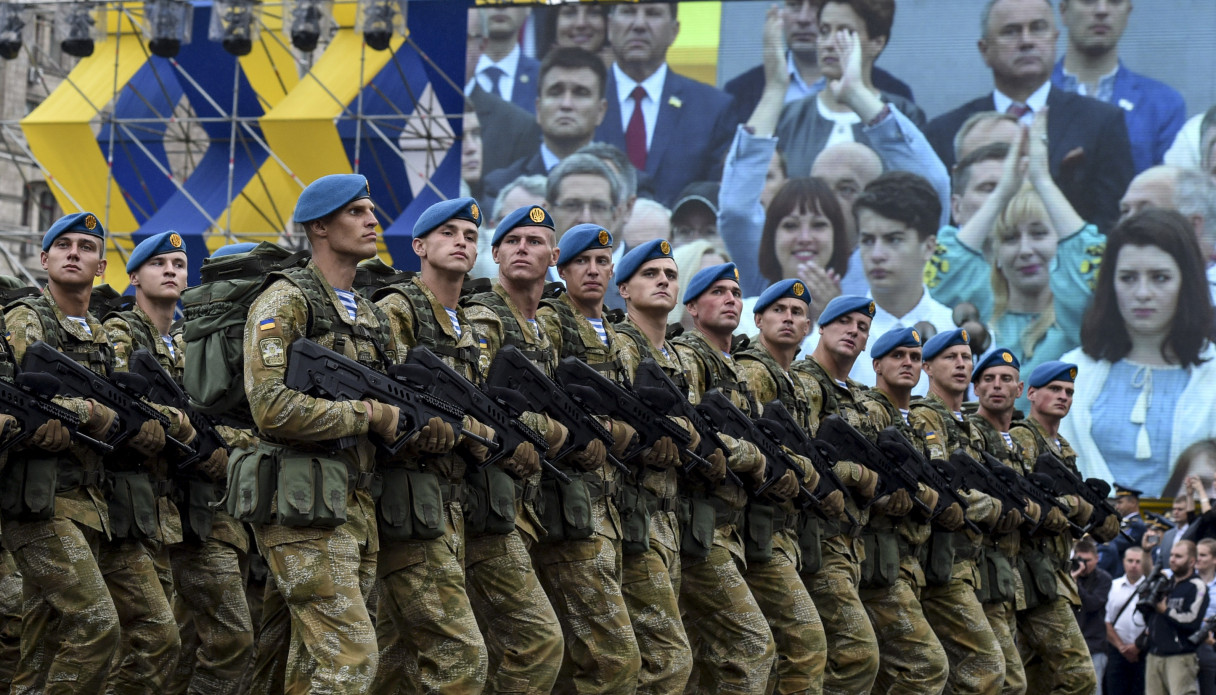
ВДВ на параде по случаю Дня независимости Украины (2016).

### 2014 год
На начало 2014 года в состав ВДВ Украины входили:
- 25-я отдельная воздушно-десантная бригада (пгт. Гвардейское, Днепропетровская область);
- 79-я отдельная аэромобильная бригада (г. Николаев);
- 80-я отдельная аэромобильная бригада[28] (г. Львов);
- 95-я отдельная аэромобильная бригада (г. Житомир).

### 2024
| Список формирований десантно-штурмовых войск Украины | Список формирований десантно-штурмовых войск Украины | Список формирований десантно-штурмовых войск Украины | Список формирований десантно-штурмовых войск Украины | Список формирований десантно-штурмовых войск Украины |
| Эмблема                                              | Название формирования                                | Номер в/ч                                            | Место дислокации                                     |                                                      |
| ---------------------------------------------------- | ---------------------------------------------------- | ---------------------------------------------------- | ---------------------------------------------------- | ---------------------------------------------------- |
|                                                      | 25-я отдельная воздушно-десантная бригада            | А1126                                                | Гвардейское, Днепропетровская область                |                                                      |
|                                                      | 45-я отдельная десантно-штурмовая бригада            |                                                      | Болград                                              |                                                      |
|                                                      | 46-я отдельная аэромобильная бригада                 | A4350                                                | Полтава                                              |                                                      |
|                                                      | 71-я отдельная егерская бригада                      | A4030                                                | Кременчуг                                            |                                                      |
|                                                      | 77-я отдельная аэромобильная бригада                 | А4355                                                | Житомир                                              |                                                      |
|                                                      | 79-я отдельная десантно-штурмовая бригада            | А0224                                                | Николаев                                             |                                                      |
|                                                      | 80-я отдельная десантно-штурмовая бригада            | А0284                                                | Львов                                                |                                                      |
|                                                      | 81-я отдельная аэромобильная бригада                 | А2120                                                | Краматорск                                           |                                                      |
|                                                      | 82-я отдельная десантно-штурмовая бригада            | н/д                                                  | Черновцы                                             |                                                      |
|                                                      | 95-я отдельная десантно-штурмовая бригада            | А0281                                                | Житомир                                              |                                                      |
|                                                      | 78-й отдельный десантно-штурмовой полк               | н/д                                                  | н/д                                                  |                                                      |
|                                                      | 148-я отдельная артиллерийская бригада               | А3316                                                | н/д                                                  |                                                      |

## Вооружение

### Бронетехника
| Тип               | Изображение | Производство    | Назначение                                  | Количество           | Примечания |
| ----------------- | ----------- | --------------- | ------------------------------------------- | -------------------- | --- |
| Челленджер 2      |             | Великобритания  | Основной боевой танк                        | 12                   | 27 марта 2023 года министр обороны Украины Алексей Резников опубликовал видео, на котором совместно с десантниками проводит тест-драйв боевых машин. |
| Т-80БВ            |             | СССР            | Основной боевой танк                        | Некоторое количество | С 2016 года восстанавливаются и поступают на вооружение.                                                                                             |
| Брэдли M2A2       |             | США             | Боевая машина пехоты                        | Некоторое количество | |
| Мардер 1А3        |             | Германия        | Боевая машина пехоты                        | Некоторое количество | |
| БТР-3Е1           |             | Украина         | Боевая машина пехоты                        | Некоторое количество | |
| БТР-4             |             | Украина         | Боевая машина пехоты                        | Некоторое количество | |
| M1126 Stryker ICV |             | США             | Бронетранспортёр                            | 180                  | |
| VAB               |             | Франция         | Бронетранспортёр                            | 263+                 | |
| BMC Kirpi         |             | Турция          | Бронетранспортёр                            | 170                  | |
| БТР-Д             |             | СССР            | Бронетранспортёр                            | 30                   | |
| БТР-80            |             | СССР            | Бронетранспортёр                            | Некоторое количество | |
| БТР-70            |             | СССР            | Бронетранспортёр                            | н/д                  | |
| МТ-ЛБ             |             | СССР            | Многоцелевой транспортёр-тягач              | н/д                  | |
| БМД-1             |             | СССР            | Боевая машина десанта                       | н/д                  | |
| БМД-2             |             | СССР            | Боевая машина десанта                       | Некоторое количество | |
| БРЭМ-4            |             | Украина         | Бронированная ремонтно-эвакуационная машина | н/д                  | |
| БММ-4С            |             | Украина         | Бронированная медицинская машина            | н/д                  | |
| БММ-70 «Ковчег»   |             | Украина         | Бронированная медицинская машина            | н/д                  | |
| Дозор-БOncilla    |             | Украина         | Бронеавтомобиль                             | Некоторое количество | |
| КрАЗ «Спартан»    |             | Канада/ Украина | Бронеавтомобиль                             | Некоторое количество | |
| HMMWV M1114 UAH   |             | США             | Бронеавтомобиль                             | н/д                  | |
| СБА «Новатор»     |             | Украина         | Бронеавтомобиль                             | Некоторое количество | |
| MLS Shield        |             | ОАЭ/ Италия     | Бронеавтомобиль                             | Некоторое количество | Закуплены на пожертвования. |
| Bushmaster        |             | Австралия       | Бронеавтомобиль                             | Некоторое количество | |
| Iveco LMV         |             | Италия          | Бронеавтомобиль                             | Некоторое количество | |

### Артиллерия
| Тип             | Изображение | Производство        | Назначение                               | Количество           | Примечания                                                                    |  |
| --------------- | ----------- | ------------------- | ---------------------------------------- | -------------------- | ----------------------------------------------------------------------------- |  |
| 2С1 «Гвоздика»  |             | СССР                | 122-мм самоходная гаубица                | Некоторое количество |                                                                               |  |
| 2С3 Акация      |             | СССР                | 152-мм самоходная гаубица                | Некоторое количество |                                                                               |  |
| L119            |             | Великобритания      | 105-мм буксируемое артиллерийское орудие | Некоторое количество | Переданы Великобританией в 2022 году.                                         |  |
| M119            |             | США                 | 105-мм буксируемое артиллерийское орудие | Некоторое количество | Американская лицензионная копия британской L119.                              |  |
| Д-30            |             | СССР                | 122-мм буксируемая гаубица               | Некоторое количество |                                                                               |  |
| M777A2          |             | Великобритания/ США | 155-мм буксируемая гаубица               | Некоторое количество |                                                                               |  |
| БМ-21 «Град»    |             | СССР                | РСЗО                                     | Некоторое количество |                                                                               |  |
| 2С9 «Нона-С»    |             | СССР                | 120-мм самоходный миномёт                | 20                   |                                                                               |  |
| 2С17–2 Нона-СВ  |             | СССР/ Украина       | 120-мм самоходный миномёт                | Некоторое количество |                                                                               |  |
| 2С23 «Нона-СВК» |             | СССР                | 120-мм самоходный миномёт                | Некоторое количество |                                                                               |  |
| 2С12 «Сани»     |             | СССР                | 120-мм буксируемый миномёт               | Некоторое количество |                                                                               |  |
| Барс-8ММК       |             | Украина             | 120-мм самоходный миномёт                | н/д                  | На вооружении с 2019 года. Ещё 6 единиц передано в сухопутные войска Украины. |  |

### Автомобили
| Тип                | Изображение | Производство      | Назначение                                  | Количество | Примечания                              |
| ------------------ | ----------- | ----------------- | ------------------------------------------- | ---------- | --------------------------------------- |
| ГАЗ-66             |             | СССР              | грузовой автомобиль повышенной проходимости | н/д        | [ 42 ]                                  |
| Урал-4320          |             | СССР              | грузовой автомобиль повышенной проходимости | н/д        |                                         |
| КрАЗ-6322          |             | Украина           | грузовой автомобиль повышенной проходимости | н/д        |                                         |
| Богдан-МАЗ-5316    |             | Беларусь/ Украина | грузовой автомобиль повышенной проходимости | н/д        |                                         |
| Leyland DAF 45.150 |             | Великобритания    | грузовой автомобиль повышенной проходимости | н/д        | Закуплены на замену ГАЗ-66 в 2022 году. |

### Противотанковые средства
| Тип            | Изображение | Производство | Назначение | Количество           | Примечания |
| -------------- | ----------- | ------------ | ---------- | -------------------- | ---------- |
| Фагот (ПТРК)   |             | СССР         | ПТУР       | Некоторое количество |            |
| Конкурс (ПТРК) |             | СССР         | ПТУР       | Некоторое количество |            |
| NLAW           |             | Швеция       | ПТУР       | Некоторое количество |            |
| «Стугна-П»     |             | Украина      | ПТУР       | н/д                  |            |

### Системы ПВО
| Тип                       | Изображение | Производство   | Назначение                         | Количество           | Примечания |
| ------------------------- | ----------- | -------------- | ---------------------------------- | -------------------- | --- |
| 9К35 «Стрела-10М»         |             | СССР           | самоходный ЗРК малой дальности     | Некоторое количество | |
| «Martlet»                 |             | Великобритания | ПЗРК                               | Некоторое количество | Переданы Великобританией в 2022 году. В марте 2025 Великобритания подписала соглашение о производстве и передаче Украине более 5000 ракет. |
| Piorun                    |             | Польша         | ПЗРК                               | Некоторое количество | |
| ЗУ-23-2 на колёсном шасси |             | СССР           | 23-мм спаренная зенитная установка | Некоторое количество | |

### Стрелковое вооружение
| Тип         | Изображение | Производство       | Назначение | Количество | Примечания |
| ----------- | ----------- | ------------------ | ---------- | ---------- | ---------- |
| АК-ТК АК-74 |             | Украина · СССР     |            | н/д        |            |
| Форт-224    |             | Израиль/ · Украина |            | н/д        |            |
| ПК          |             | СССР/ Украина      |            | н/д        |            |

### Экипировка и снаряжение
| Тип        | Изображение | Производство | Назначение | Количество | Примечания                                      |
| ---------- | ----------- | ------------ | ---------- | ---------- | ----------------------------------------------- |
| TOR-D      |             | Украина      |            | н/д        | ТОR-D (десантный)                               |
| Корсар М3с |             | Украина      |            | н/д        | Модульный бронежилет                            |
| AN/PVS-14  |             | США          |            | н/д        | портативный монокулярный прибор ночного видения |